# Mahovo
Mahovo falu Horvátországban, Sziszek-Monoszló megyében. Közigazgatásilag Martinska Ves községhez tartozik.

## Fekvése
Sziszek városától légvonalban 9, közúton 14 km-re északra, községközpontjától légvonalban 4, közúton 5 km-re délkeletre, a Száva bal partján fekszik.

## Története
A település neve 1221-ben „Maho locus” néven bukkan fel először. 1598-ban „Mahowschycza”, 1673-ban „Mahouo” alakban említik a korabeli forrásokban. 1773-ban az első katonai felmérés térképén „Dorf Mahovo” alakban szerepel. Zágráb vármegye Sziszeki járásához tartozott.
1857-ben 681, 1910-ben 691 lakosa volt. 1918-ban az új szerb-horvát-szlovén állam, majd később Jugoszlávia része lett. A II. világháború idején a Független Horvát Állam része volt. A háború után a béke időszaka köszöntött a településre, enyhült a szegénység és sok ember talált munkát a közeli városban. A falu 1991. június 25-én a független Horvátország része lett. 2011-ben 269 lakosa volt.

## Népesség
| Lakosság változása | Lakosság változása | Lakosság változása | Lakosság változása | Lakosság változása | Lakosság változása | Lakosság változása | Lakosság változása | Lakosság változása | Lakosság változása | Lakosság változása | Lakosság változása | Lakosság változása | Lakosság változása | Lakosság változása | Lakosság változása |
| ------------------ | ------------------ | ------------------ | ------------------ | ------------------ | ------------------ | ------------------ | ------------------ | ------------------ | ------------------ | ------------------ | ------------------ | ------------------ | ------------------ | ------------------ | ------------------ |
| 1857               | 1869               | 1880               | 1890               | 1900               | 1910               | 1921               | 1931               | 1948               | 1953               | 1961               | 1971               | 1981               | 1991               | 2001               | 2011               |
| 681                | 754                | 684                | 742                | 711                | 691                | 646                | 665                | 574                | 556                | 550                | 523                | 459                | 415                | 328                | 269                |

## Nevezetességei
A faluban több jellegzetes védett szávamenti fa lakóház található:
- A 19. szám alatt álló lakóházhoz[5] gazdasági épület és kút is tartozik. A ház 1879-ben épült tölgyfából. Szélessége 5, hosszúsága 15 méter. Emeletes épület, melyben a szinteket  külső, fedett lépcsőzet köti össze. Nyeregtetős tetőszerkezete fazsindellyel fedett.
- A 11. szám alatt lakóházhoz[6] gazdasági épület tartozik. A ház a 18. század végén épült emeletes faépítmény. Erős fagerendái a négy sarkon nagyméretű kőtömbökön nyugszanak, míg a köztük levő alapzat kisebb kövekből és téglákból épült. Tulajdonosa a népi használati tárgyak gyűjtője.
- A 29. szám alatti házhoz[7] a gazdasági épületen kívül kenyérsütő kemencével ellátott konyha is tartozik. Az 1883-ban épített ház a Matleković családé, mérete 6-szor 30 méter. Itt is külső lépcsőház köti össze az emeleti részt az alsó résszel, mely egy előtérbe vezet. Ezt kapelának, vagy kruklinnak nevezik. Innen folyosó nyílik. A ház homlokzati része faragással gazdagon díszített. Fennmaradtak az eredeti nyílászárók is. A gazdasági épület alsó része téglából, a felső rész fából épült. A különálló konyhát fából, a kemencét téglából építették.
- A 30. szám alatti házhoz gazdasági épület is tartozik. 1924-ben építették, alapjai téglából, felső része 9 cm vastag gyalult fából készült. Itt is külső lépcsőház köti össze a szinteket. a nyeregtető fazsindellyel fedett. A gazdasági épület alul szinték téglából, felül fából készült. Ugyancsak fazsindelyes nyeregtető fedi.